# 硫辛酸
6,8-二硫辛酸也叫α硫辛酸，簡稱硫辛酸（lipoic acid），为含硫八碳脂酸，在6、8位上有二硫键相连（C6和C8上的氢原子被二硫键取代），有氧化、还原二型。6、8位上巯基脱氢为氧化型硫辛酸（两个硫原子通过二硫键相连），加氢变成还原型称为二氢硫辛酸（二硫键还原为巯基）。
硫辛酸作为辅酶参与机体内物质代谢过程中酰基转移，起到递氢和转移酰基的作用(即作为氢载体和酰基载体)。这一点和维生素相似，但是硫辛酸可以被动物身体足量合成、无需膳食获取，因此不属于维生素。

## 化学结构与性质
硫辛酸以闭环二硫化物形式和开链还原形式两种结构混合物存在，这两种形式通过氧化-还原循环相互转换，像生物素一样，硫辛酸事实上常常不游离存在，而是以其羧基同酶分子(如二氢硫辛酸乙酰转移酶)中赖氨酸残基的ε-NH2基以酰胺键共价结合(结构上与生物胞素十分相似)。催化形成硫辛酰胺键的酶需要ATP，并且作为反应产物产生硫辛酰胺-酶偶联物、AMP和焦磷酸。硫辛酸1951年被L. J. Reed等分离成晶体。因是一种含硫的脂肪酸，故有人将其归属于脂溶性维生素。但由于在体内代谢中与TPP、NAD+等辅酶一起参加生化反应，因此，根据结构与功能的统一性，也有人将其归入B族维生素。硫辛酸是既具水溶性（微溶）又具脂溶性的淡黄色晶体，外消旋硫辛酸熔点在60~61℃，沸点为160~165℃。

## 功能
硫辛酸作为辅酶，在两个关键性的氧化脱羧反应中起作用，即在丙酮酸脱氢酶复合体和α-酮戊二酸脱氢酶复合体中，催化酰基的产生和转移。硫辛酸可以接受酰基与丙酮酸的乙酰基，形成一个硫酯键，然后将乙酰基转移到辅酶A分子的硫原子上。形成辅基的二氢硫辛酰胺可再经二氢硫辛酰胺脱氢酶（需要NAD+）氧化，重新生成氧化型硫辛酰胺。α-硫辛酸含有双硫五元环结构，电子密度很高，具有显著的亲电子性和与自由基反应的能力，因此它具有抗氧化性，具有极高的保健功能和医用价值（如抗脂肪肝和降低血浆胆固醇的作用）。此外，硫辛酸的巯基很容易进行氧化还原反应，故可保护巯基酶免受重金属离子的毒害。硫辛酸在自然界广泛分布，肝和酵母细胞中含量尤为丰富。在食物中硫辛酸常和维生素B1同时存在。人体可以合成。目前，尚未发现人类有硫辛酸的缺乏症。

## 疾病

### 结合性丙二酸及甲基丙二酸血症 (CMAMMA)
在因 ACSF3 缺乏症而结合性丙二酸及甲基丙二酸血症（CMAMMA）中，线粒体脂肪酸合成（mtFASII）(硫辛酸生物合成的前体反应）受到损害。结果导致丙酮酸脱氢酶复合物（PDC）和α-酮戊二酸脱氢酶复合物（α-KGDHC）等重要线粒体酶的脂酰化程度降低。补充硫辛酸并不能恢复线粒体的功能。